# James Rodd (Canada)
Pour les articles homonymes, voir James Rodd et Rodd.
James Rodd, né le 29 janvier 1954, est un homme politique canadien.

## Biographie
Diplômé du Collège agricole de Nouvelle-Écosse (en), il est agriculteur de quatrième génération sur ses terres familiales sur l'île-du-Prince-Édouard, où il cultive des pommes de terre en agriculture biologique. Membre du syndicat Union nationales des fermiers (en) depuis 1989, il rejoint le Nouveau Parti démocratique de l'Île-du-Prince-Édouard à la fin des années 1990. Il en devient le chef en 2009, succédant à Dean Constable (en). 
Candidat sans succès dans la circonscription électorale provinciale de York-Oyster Bed aux élections provinciales prince-édouardiennes de 2007 et de 2011, il démissionne de la direction du parti en octobre 2012, Mike Redmond (en) lui succédant,. En 2017 il devient membre du Parti vert de l'Île-du-Prince-Édouard.